# 歓びの明日に
「歓びの明日に」（よろこびのあすに）は、日本のバンド・SUPER BEAVERの通算4枚目のシングル。2012年4月6日にI×L×P× RECORDSから発売された。

## 概要
前作「シアワセ」から1年半ぶりのシングルで、自主レーベル「I×L×P× RECORDS」から会場限定で販売された。
カップリングにはLIVEではおなじみの「Hello,World」が収録されており、アルバム発売に先駆け、先行での発売となった。

## 収録曲
1. 歓びの明日に [5:18]
作詞・作曲：柳沢亮太 / 編曲：SUPER BEAVER
2. Hello,World [4:37]
作詞・作曲：柳沢亮太 / 編曲：SUPER BEAVER